# Buze
Buze (fl. 528-556) è stato un generale bizantino.

## Biografia
Nativo della Tracia e fratello di Cutzes e di Benilo era zio di Domnetziolo (figlio di sua sorella).
Nel 528, ancora in giovane età, era dux a Palmira e, insieme a suo fratello Cutzes, comandava le truppe stanziate in Libano; in quello stesso anno rinforzarono l'esercito di Belisario raggiungendolo a Mindios, non riuscendo però ad evitare una sconfitta ad opera dei Persiani. Nel giugno 530 partecipò alla battaglia di Dara comandando la cavalleria nell'ala sinistra dell'esercito di Belisario. Nell'anno successivo, non poté prendere parte alla battaglia di Callinicum perché malato a Amida. Nel 532 Buze e Bessa difesero la città di Martiropoli dall'assedio persiano, che cessò non appena gli assedianti vennero a conoscenza del decesso del loro re, Cavade I.
Nel 539 Buze fu inviato a sedare la rivolta degli Armeni, che, rivoltatisi, avevano ucciso in battaglia il generale bizantino Sitta; Buze riuscì a uccidere uno dei leader della rivolta, Giovanni l'Arsacide, ma ciò provocò la richiesta di aiuto degli armeni ai Persiani contro Bisanzio, che costituì uno dei pretesti con cui lo scià Cosroe I giustificò una nuova guerra con l'Impero bizantino. Quando Cosroe I invase il territorio bizantino nella primavera 540, avviando una nuova guerra, Buze fu nominato magister militum per Orientem e gli fu affidato il comando della guerra, in attesa del ritorno di Belisario dall'Italia. Buze, tuttavia, non si dimostrò all'altezza, perché, avendo timore dei Persiani, si ritirò da Hierapolis con le migliori truppe, promettendo di sconfiggere i Persiani se avessero assediato la città, ma in realtà fuggendo: infatti, narra Procopio criticandolo aspramente, Buze scomparve completamente dalla circolazione, in modo così perfetto che né gli ierapolitani né tantomeno i Persiani sapevano che fine avesse fatto. Ricomparve poi a Edessa, dove impedì agli abitanti di riscattare i prigionieri che i Persiani avevano catturato. Nel 541 era a Dara con Belisario e fu uno di quelli che premevano per un'invasione della Persia; probabilmente partecipò alla campagna di Belisario del 541, dal successo limitato. Nel 542, alla notizia di una nuova invasione persiana, si rifugiò con altri a Hierapolis e chiese a Belisario di raggiungerlo lì, ma Belisario riuscì a convincerli a fare il viceversa, ovvero raggiungere Belisario a Europus. Probabilmente assistette ai negoziati tra Belisario e l'inviato di Cosroe I, in seguito ai quali i Persiani si ritirarono.
Nel 542, si diffuse il rumour che Buze e Belisario avessero detto che se Giustiniano fosse stato ucciso dalla peste, avrebbero rifiutato di riconoscere un imperatore eletto senza il loro assenso; quando l'Imperatrice Teodora lo venne a sapere, Buze e Belisario caddero in disgrazia. Se Belisario fu relativamente fortunato, Buze fu imprigionato per due anni e quattro mesi nelle prigioni sotterranee di Teodora, da cui ne uscì miope e fisicamente distrutto. All'epoca del suo imprigionamento era console onorario, secondo Procopio.
Nel 548 Buze difese Germano delle accuse di essere coinvolto in una congiura contro Giustiniano. L'anno successivo assistette i Longobardi contro i Gepidi.
Dal 554 al 556 fu magister militum in Lazica; partecipò all'incontro dei generali bizantini con il re di Lazica Gubazes II, e rimase shockato per l'assassinio di Gubazes in quello stesso incontro, anche se non protestò perché pensava che fosse stato Giustiniano stesso a ordinarlo. Successivamente, sempre nel 555, fu sconfitto dai Persiani a Onoguris, mentre l'anno successivo fu posto a difesa dell'isola di Nesus, un'isola sul fiume Phasis, con l'incarico di difenderla dai Persiani. Nient'altro si sa di lui, dopo questi avvenimenti.